# Monasterio de Jakismani
El monasterio de Jakismani (en georgiano: ჯაყისმანის მონასტერი, jak'ismanis monasteri, también escrito Jaqismani) es una iglesia monástica medieval en Georgia, a unos 20 km al suroeste de la localidad de Vale, municipio de Akhaltsikhe, en la región de Samtskhe-Javakheti. Fue repoblado por los monjes en 2010. El nombre "Jakismani" es una corrupción del georgiano "Jakisubani" (ჯაყისუბანი), "un distrito de Jaki".

## Ubicación
El monasterio de Jakismani está ubicado en la histórica provincia de Samtskhe, dentro de la zona fronteriza entre Georgia y Turquía. Es accesible a través de un camino en mal estado justo después de cruzar el punto de control fronterizo.  

## Diseño
El monasterio consiste en una iglesia principal, dos pequeñas capillas (una de ellas posiblemente un pastoforio, es decir, una cámara al lado del ábside), y un nártex en ruinas.
La iglesia principal es un diseño refinado de iglesia de salón, que data del siglo IX o X y se asemeja estilísticamente a las características de las iglesias de Javakheti y Tao-Klarjeti. Cerca del monasterio, en el valle de Potskhovi, se encuentran las ruinas identificadas con el castillo medieval Jaki, una posesión de la dinastía Jaqeli.
En 2006, el monasterio de Jakismani fue inscrito en la lista de los Monumentos culturales inamovibles de importancia nacional de Georgia.